# Radiotehnika RRR
VEF Radiotehnika RRR («Радиотехника»; латыш. Akciju sabiedrība «VEF Radiotehnika RRR» — расшифровывается Rīgas Radio Rūpnīca — Рижский радиозавод) — советский и латвийский производитель радиоаппаратуры и акустических систем. Преемник предприятий, первое из которых основано в 1926 году. Расположено в Риге, Латвия.

## От частных мастерских до завода

### Фирма Абрама Лейбовица
Предтечей «Радиотехники» является акционерное общество «Foto-radio centrāle A. Leibovic», основанное Абрамом Лейбовицем.
Он начинал с торговли фотопринадлежностями в магазине на ул. Кр. Барона, 2, в Риге, открыв его 1 ноября 1925 года, а затем получил разрешение на торговлю радиоаппаратурой и запчастями к ней — 22-е в Латвии и 19-е в Риге. Радио в этот время стремительно набирало популярность: с 1 января 1926 года до 1 января 1927 года количество абонентов выросло с полутора до 10 тысяч. Поэтому Лейбовиц задумал не только завозить радиоприемники, но и производить их.
28 сентября 1926 года он подал заявление в Верховное правление почты и телеграфа с просьбой разрешить изготавливать радиокатушки. 25 октября Лейбовиц получил разрешение «производить радиоприёмники и принадлежности по утверждённым схемам».
В ноябре 1926 года Лейбовиц участвует во Второй радиовыставке, представляя на ней 3-ламповый аппарат, способный принимать передачи на разных длинах волн.
28 декабря 1927 года он основал «Фото-радио централь А. Лейбовиц» с основным капиталом 150 тысяч латов, разделённых на 1500 акций по 100 латов каждая. Абраму Лейбовицу лично принадлежали 1015 акций, остальные — членам его семьи и родственникам.
В первый год работы в штате акционерного общества был один радиотехник, в 1929 году количество монтёров возросло до 6, к 1932 году — до 10. В 1930 году на работу к Лейбовицу пришёл энтузиаст радиодела Александр Апситис.
В 1931 году Александр Апситис сконструировал двухламповый приёмник «Rigafons», который был запущен в серию и выпущен в количестве 1000 штук.
В 1933 году в продаже появились модели «Kosmofons» и «Tautofons».

### Собственный путь Александра Апситиса
В 1933 году Апситис поссорился с Лейбовицем и по предложению представителя немецкой компании «Siemens» в Латвии Яниса Ламстерса создал собственную фирму, на что Ламстерс дал ему личных 4000 латов. Вместе с другим бывшим коллегой по фирме Лейбовица Апситис основал радиопредприятие «Открытое общество А. Апситис и Ф. Жуковскис». Францис Жуковскис проявил себя как хороший коммерсант. Друзья наладили контакты с немецким концерном «Telefunken», работая по его лицензиям и на немецких деталях.
Однако немцы передавали латвийским партнёрам только ограниченные права — например, они не разрешили Апситису развернуть производство более современных и качественных супергетеродинных приёмников. Впрочем, ознакомившись с их производством в Чехословакии, рижский инженер разработал собственную конструкцию, «Т-420». В 1935 году его общество производило только этот аппарат, так как небольшая производственная площадь не позволяла выпускать несколько моделей одновременно. Его визитной карточкой было качество, продукция продавалась по предварительным заказам, причём в списке ожидания насчитывалось до 200 претендентов.
Предприятие Апситиса и Жуковского располагалось в центре Риги, на ул. Калькю, 3, где находился и магазин. Затем производство переехало в Задвинье, на ул. Дарза, 16. Апситис не копировал зарубежные образцы аппаратуры, а конструировал свои, приспособленные к местным возможностям, что после войны помогло быстро развернуть производство оригинальных радиоприёмников в Риге.

### Массовое производство
К 1937 году фирма Лейбовица стала крупнейшим предприятием Риги: объём производства превысил миллион латов, а количество работников достигло 116 человек. Городские власти возражали против его расширения в центре, и тогда для производственного корпуса были выбраны помещения на ул. Мукусалас, 41. С 1938 году здесь начали изготавливать радиоприёмники. Был организован деревообрабатывающий цех для производства корпусов.
С 1927 по 1940 год Лейбовиц выпустил 32 модели радиоприёмников большими сериями, Апситис и Жуковскис — 16 моделей.

## Национализация

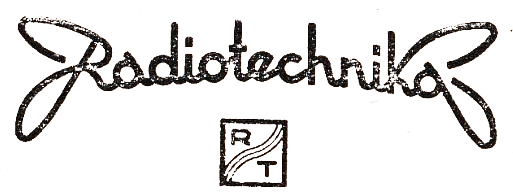
Фирменный логотип завода 1940—1951/52

В 1940 году с приходом советской власти «Foto-radio centrāle A. Leibovic» была национализирована. Согласно решению правительства о национализации, временное управление Централью Лейбовица было поручено его сыновьям: Нохуму (председатель правления), Нафтелю и Израилю (члены правления). В период с 13 по 23 июля 1940 года они выплатили из средств предприятия 20 тысяч латов своему отцу и ещё свыше 6 тысяч родственникам, одолжившим предприятию крупные суммы. Они также раздали родственникам фото- и радиоаппаратуру. За эти действия, квалифицированные как присвоение народного имущества, в марте 1941 года Нафтель Лейбовиц был осуждён на 2 года лишения свободы, а его братья — на 3 года, с конфискацией имущества.
Фирма Лейбовица была объединена с предприятием Nikolajs Klemptners, под общим названием «Radiopionieris». А фирму Апситиса назвали «Radiotechnika», согласно тогдашней латышской орфографии. На момент национализации на первой фирме работало 250 человек, на второй — 50 человек.
Часть компонентов для радиоприёмников производители завозили из Германии, однако получили задание переходить на лампы советского производства (американского образца, изготавливавшиеся на заводах СССР).
После включения страны в состав СССР рынок сбыта рижской радиоаппаратуры значительно расширился, однако развитие производства прервала война.

## Врейхскомиссариате Остланд
После начала немецкой оккупации оба радиопредприятия были объединены в филиал концерна «Telefunken». Он начал производить продукцию для военных нужд Германии.
В 1944 году, когда фашистским властям стало ясно, что Ригу придётся оставить, они отдали распоряжение упаковать всё промышленное оборудование предприятий Риги и доставить его в порт для отправки в Германию. В это время Александр Апситис принял отчаянное решение: тайно вывезти оборудование на ул. Дарза, 16 и спрятать в специальном подземном бункере, ранее служившем для хранения химикатов.
Эвакуация — демонтаж и упаковка оборудования — происходила на ул. Мукусалас, 41 под надзором немецкого офицера. План спасения основывался на немецкой педантичности: офицер был уверен, что ящики, отправляемые в порт поутру — те же самые, что были запакованы накануне вечером. На деле упакованные ящики ночью отвозились в укрытие, а на место оборудования в эти же ящики грузились камни и металлолом.
Операцию координировал Фрицис Стурманис, а участвовали в ней 30 храбрецов: Вилис Баумгартс, Петерис Белов, Арвид Берзиньш, Арвид Бирзниекс, Август Быков, Эмилс Битениекс, Николай Богаев, Виктор Бруж, Милда Бушмане, Петерис Цербулис, Максис Цирулис, Виктор Чистов, Карлис Дзиркалис, Мария Эвелиня, Эдуард Фихтенберг, Александр Юхно, Янис Карлсонс, Бруно Екабсонс, Ансис Кундзиньш, Татьяна Кисе, Ольгертс Озолс, Николай Ратниекс, Арвид Рунгулис, Леопольд Стира, Индрикис Шкерстенс, Янис Шкобс, Волдемар Узтиц, Янис Веманис, Эрнест Вилкс, Леопольд Залитис.
Чудом планы Апситиса не были раскрыты. Военная полиция, заподозрив неладное, отправилась на место хранения тайника. Заполненный бункер предусмотрительный Ф. Стурманис засыпал песком. Глава комиссии сразу обратил внимание на гору песка и спросил о её назначении. Апситис пояснил, что песок накоплен для тушения зажигательных бомб. Тогда офицер погрузил в песок свою трость по самую рукоятку и ни на что не наткнулся. Как оказалось, длина трости составляла 80 см, а слой песка имел метровую толщину.
Еще один тайник радиоинженеры-патриоты устроили в трансформаторной будке, на которой был нанесён предупреждающий о высоком напряжении трафарет: череп со скрещенными костями. Туда загрузили дорогостоящие измерительные приборы и инструменты, сложив их в гальванические ванны, плотно закрытые специально изготовленными крышками. Расчёт оказался верным: ни один немец не сунулся к опасной будке, невзирая на то, что Кегумская ГЭС была взорвана и ток для производственных нужд заводу не поставлялся.
После освобождения Риги от немецко-фашистских захватчиков Александр Апситис узнал, что в Германии ему вынесен смертный приговор за совершённый подлог.
Однако к ноябрю 1944 года в распоряжении завода оказались и оборудование, и измерительная аппаратура, и даже запас материалов. За этот подвиг Советское правительство наградило А. Апситиса медалью «За доблестный труд в Великой Отечественной войне».

## Крупнейшее в СССР
После освобождения Риги в октябре 1944 года Александр Апситис был назначен директором завода «Radiotehnika». Первой продукцией завода стали болты для строившегося деревянного моста через Даугаву. В ноябре 1944 года было налажено производство трансляционных громкоговорителей.
Заводу требовались кадры, а многие из квалифицированных специалистов были мобилизованы нацистами в Латышский легион СС. Тогда Апситис совершил ещё один смелый шаг: он отправился к заместителю председателя правительства Латвийской ССР Петрушенко с просьбой вывезти из бывшего «Курземского котла» своих товарищей. Ему выдали доверенность и грузовик, на котором он отправился в Угале, где после капитуляции Германии располагались пленные военнослужащие. Там Апситис набрал 19 бывших работников завода и вывез их в Ригу. Таким образом В. Баумгартс, А. Кундзиньш, А. Лангин, В. Слава и другие смогли сразу включиться в работу завода. 
После возвращения из фильтрационного лагеря в 1947 году был принят на должность инженера мобилизованный в легион Николай Томас, а в сентябре 1949 года он был назначен главным технологом завода.
Главным инженером в 1944 году был назначен Волдемарс Иванс. Дизайн послевоенных моделей разрабатывали Ансис Кундзиньш и Волдемарс Слава. За разработку трактов промежуточной частоты отвечали Эмануэл Гринберг и Альфред Лангин.
К 1946 году на «Радиотехнике» уже трудилось около 400 человек. Никто из работников завода не попал под сталинские репрессии или депортации.

### Развитие завода с 1945 по 1958 год
На производственной базе завода в 1947 году было построено трёхэтажное здание экспериментального и ремонтно-механического цехов. 
В 1948 году построили гальванический цех, 
в 1951 году — цех радиофутляров, 
в 1953 году — радиомонтажный.
В 1948 году «Радиотехника» выпустила первый в Советском Союзе переносной ламповый радиоприёмник «Пионер», в 1949 году — двухламповый регенеративный радиоприёмник прямого усиления «Б-912». Обе модели работали на батарейках.
Радиокомбайн «Рига-Т51» на 21 радиолампе с 7 коротковолновыми диапазонами, встроенным проигрывателем с автоматической сменой грампластинок, 3 широкополосными динамиками с фазоинвертором и высокочастотным громкоговорителем сконструировали и изготовили по правительственному заказу в количестве 10 экземпляров. Один из них стал подарком главе Советского государства И. В. Сталину, другой — главе КНР Мао Цзэдуну.
В этот период завод выполнял множество заказов республики на необходимое ей оборудование радиотрансляции, студийные пульты для радио, дикторские пульты.
В 1950 году улица Мукусалас была переименована в улицу Радиотехникас. 
В 1949 году Апситис по доносу был понижен в должности до главного инженера, а в 1952-м — арестован «за дефект» при производстве радиоприёмников и приговорён к 8 годам лишения свободы. После смерти И. В. Сталина в 1953 году Апситиса освободили, но на свой завод он больше не вернулся. Работал в рижском Горпромторге радио- и телемастером, затем, до 1956 года, — заведующим сектором института физики Академии наук Латвийской ССР, после чего — главным специалистом во вновь созданном Комитете по науке и технике Латвийской ССР.  
В 1951 году радиозаводу было присвоено имя А.С. Попова. Власти того времени обвиняли Александра Апсити в проблемах в работе новой системы, пока он не был понижен в должности в 1952 году и не арестован в конце года. Даже глава правительства Вилис Лацис выступал за его освобождение, но 4 месяца, проведенные Апситисом в тюрьме, оставили неизгладимое впечатление на его здоровье. Апситис умер 1 сентября 1988 года и был похоронен на Раунаском кладбище.
До 1958 года на заводе сменилось три директора, пока на эту должность не был назначен Валдис Павловский.

### Реконструкция завода. 1958—1973

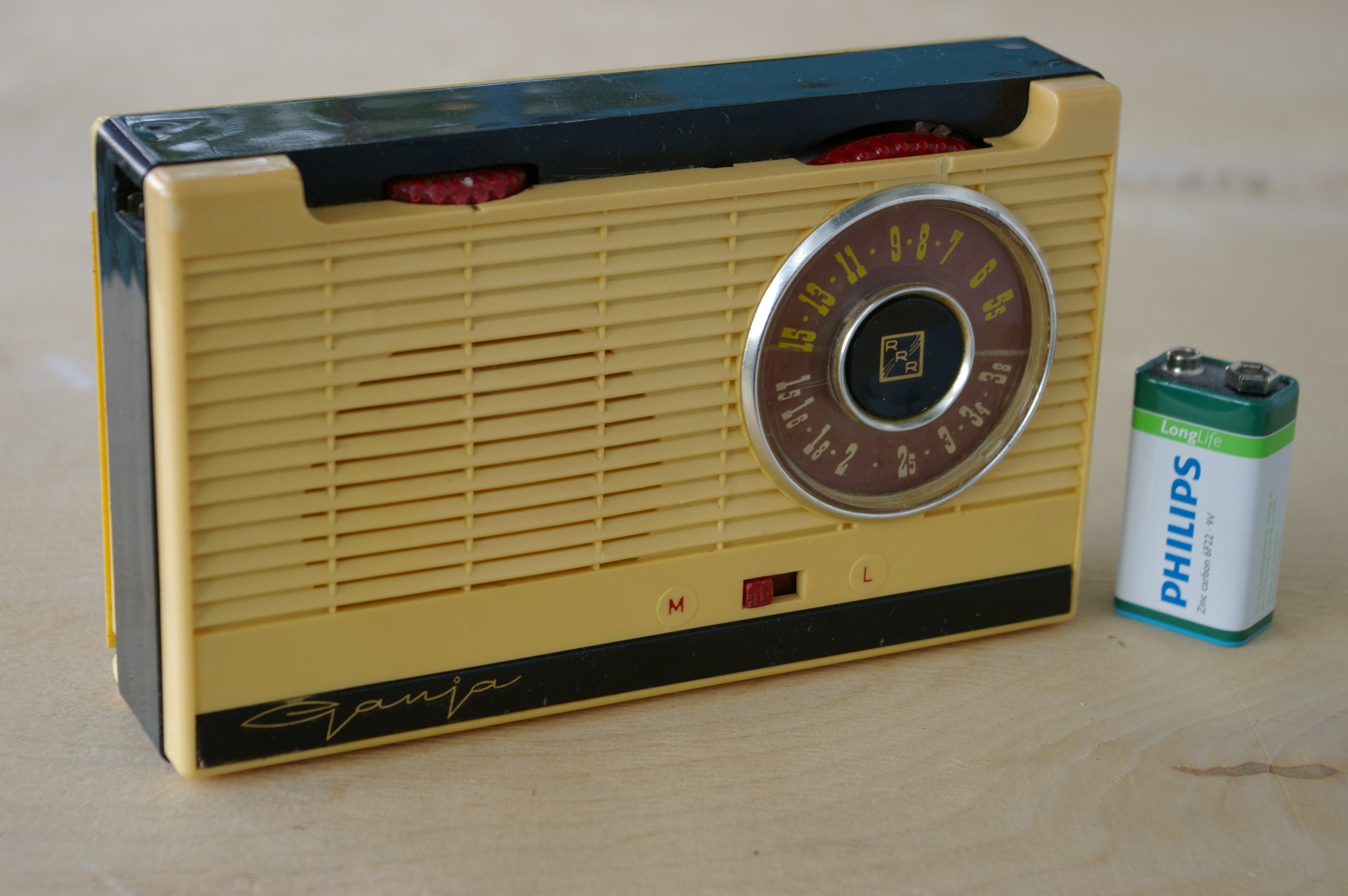
«Гауя», первый транзисторный приемник марки RRR, 1961

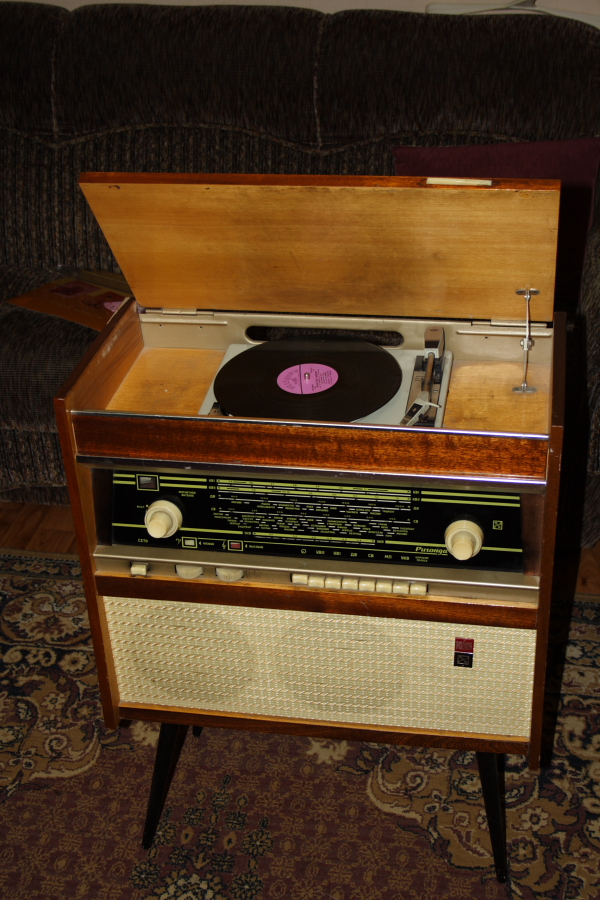
Популярная радиола I класса «Ригонда моно», 1969 год

Производство радиоаппаратуры на «Радиотехнике» быстро росло: с 1951 по 1954 год оно удвоилось до 100 тысяч штук, к 1962 году — снова удвоилось до 200 тысяч штук. Среднегодовой рост составлял не менее 10 %. 
В 1954 году на заводе был установлен первый сборочный конвейер, а через десять лет их было уже 34.
Под руководством В. Павловского началась разработка малогабаритных приёмников «Гауя» и «Селга». 
Был разработан также проект реконструкции, при которой были построены новые корпуса механического, пластмассового, гальванического цехов и цеха радиофутляров, а в 1966 году — новый административный корпус.
В 1964 году СКБ RRR были разработаны и запущены в производство на заводе первые в Советском Союзе акустические системы закрытого типа «Симфония», для которых были специально разработаны громкоговорители в ВЧ-полосе (1ГД-3), в СЧ-полосе (3ГД-1) и в НЧ-полосе (6ГД-2), а затем предложен «компрессионный подвес», при котором эластичность объёма воздуха в корпусе акустической системы меньше, чем эластичность подвеса громкоговорителя. 
Затем для радиолы «Виктория-001» был разработан низкочастотный громкоговоритель с резиновым подвесом — первый в своём классе, предназначенный только для акустических систем закрытого типа.
В 1964 году «Радиотехнику» возглавил инженер и выдающийся советский руководитель Олег Константинович Ленёв, который превратил его в производство с 16 тысячами работающих. Он построил новые корпуса завода в рижском предместье Иманта, превратившемся в популярный жилой район. В 1965 году завод был подчинён всесоюзному министерству промышленности средств связи, что обеспечило ему доступ к валютным ресурсам для закупки оборудования.
В декабре 1970 года было сформировано производственное объединение, в которое вошли ведущее предприятие (Рижский радиозавод им. А. С. Попова), конструкторское бюро «Орбита», Рижский электромеханический завод, Кандавский радиозавод.
В 1970 году Рижский радиозавод начал постепенно перемещаться на новую площадку в микрорайоне Иманта, а в 1973 году производство уже полностью переехало в новые просторные корпуса с конвейерными и поточными линиями и импортным оборудованием. Было построено специальное здание акустической лаборатории с заглушённой и реверберационной камерами большого объёма, а также лаборатории для испытаний на климатическую и транспортную выносливость.
О. К. Ленёва повысили, назначив[когда?] генеральным директором крупнейшего латвийского производственного объединения ВЭФ.

### Расцвет «Радиотехники». 1973—1990

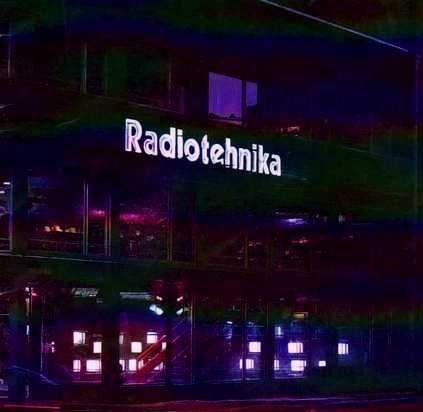
Фирменный магазин в Риге, 1986 год

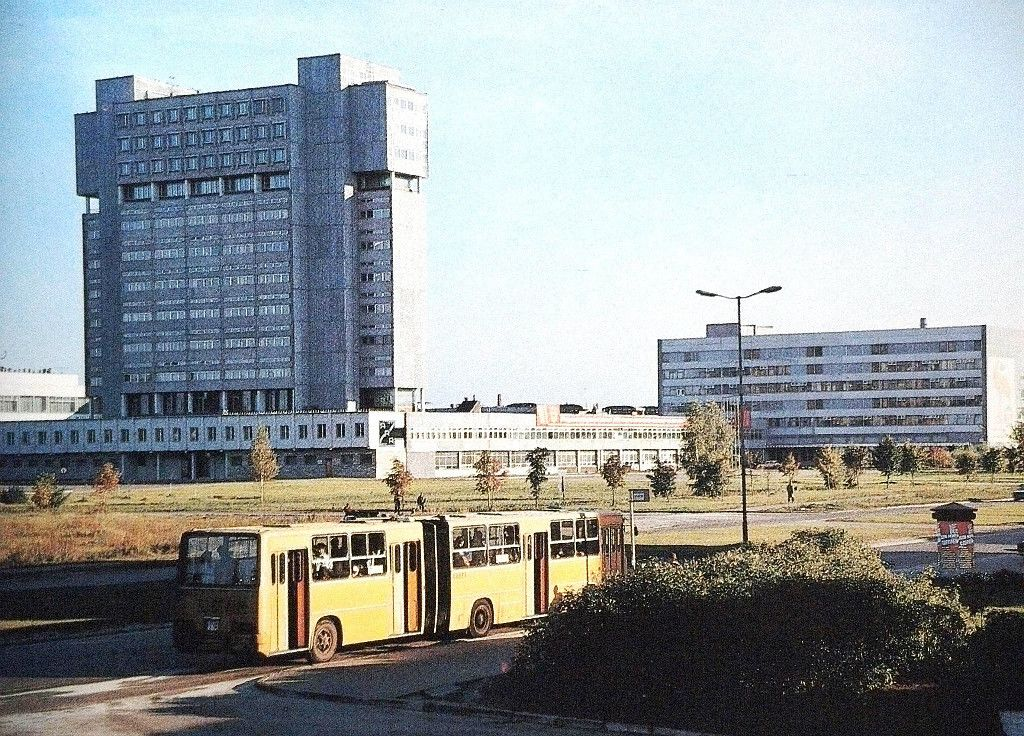
Завод, 1982 год

В послевоенный период «Радиотехника» стала крупнейшим производителем аудиотехники в Советском Союзе, на нее приходилось 35 % выпускавшейся продукции.
Она входила в оборонную «девятку» СССР — комплекс министерств, которые вместе с Министерством обороны курировала ВПК — Военно-промышленная комиссия. Эти промышленные предприятия работали на переднем крае научно-технического прогресса и активно экспортировали свою продукцию, в том числе на рынки Германии, Финляндии, США, Австралии (куда продали более 5 тыс. акустических систем).
Получая валютную выручку, предприятие могло претендовать на финансирование закупок оборудования за рубежом. Таким образом Ленёв получил 2 млн долларов на гальванику из ФРГ. Чтобы получить миллион на линию каширования корпусов радиоаппаратуры (оклейка корпусов из ДСП плёнкой, имитирующей красное дерево, вместо использования настоящего красного дерева), технолог объединения Владимир Цудечкис даже пошёл на хитрость, подав проект закупки во время встречи члена Политбюро ЦК КПСС Арвида Пельше с латвийскими избирателями перед очередными выборами в Верховный Совет СССР. Линия позволила производственному объединению сэкономить валюты больше, чем стоила. А купленные затем за валюту 8 термопластавтоматов японской фирмы «Ниссей» (Nissei Corporation) для производства точных пластмассовых деталей надолго обеспечили «Радиотехнике» лидерство в качестве и дизайне изделий.
В 1984 году началось проектирование, а затем строительство производства микроэлектроники: гибридных и полупроводниковых микросхем. 

В 1988 году в помещениях завода микроэлектроники был организован Рижский завод функциональной микроэлектроники, получивший название «Элмира».
Производственное объединение бурно росло до 1990 года: на новых площадях ежегодно производилось 1,5 миллиона единиц радиоаппаратуры, в том числе 1,1 млн акустических систем 12 моделей; только портативных приёмников 4-го класса «Селга» «Радиотехника» выпускала миллион в год. «Радиотехника» была ведущим производством по аппаратуре высшего и первого класса в СССР. На производственном объединении трудилось 16 тысяч человек.
Интенсивно внедрялась комплексная механизация и автоматизация производственных процессов, для чего был образован специальный отдел и цех нестандартного оборудования. Заслуженный изобретатель, слесарь цеха нестандартного оборудования Евгений Рыжов придумал оригинальные автоматы для обработки проводов и монтажных деталей. Его авторские свидетельства были запатентованы за рубежом, в том числе в Японии.
Изобретенный Робертом Марселем Вейхертом процесс гальванизации (покрытия металлом) пластмассовых деталей позволил снизить себестоимость продукции и поднять производительность труда, сохранив привлекательный внешний вид изделий, выполненных не из металла, а из более лёгкого материала.

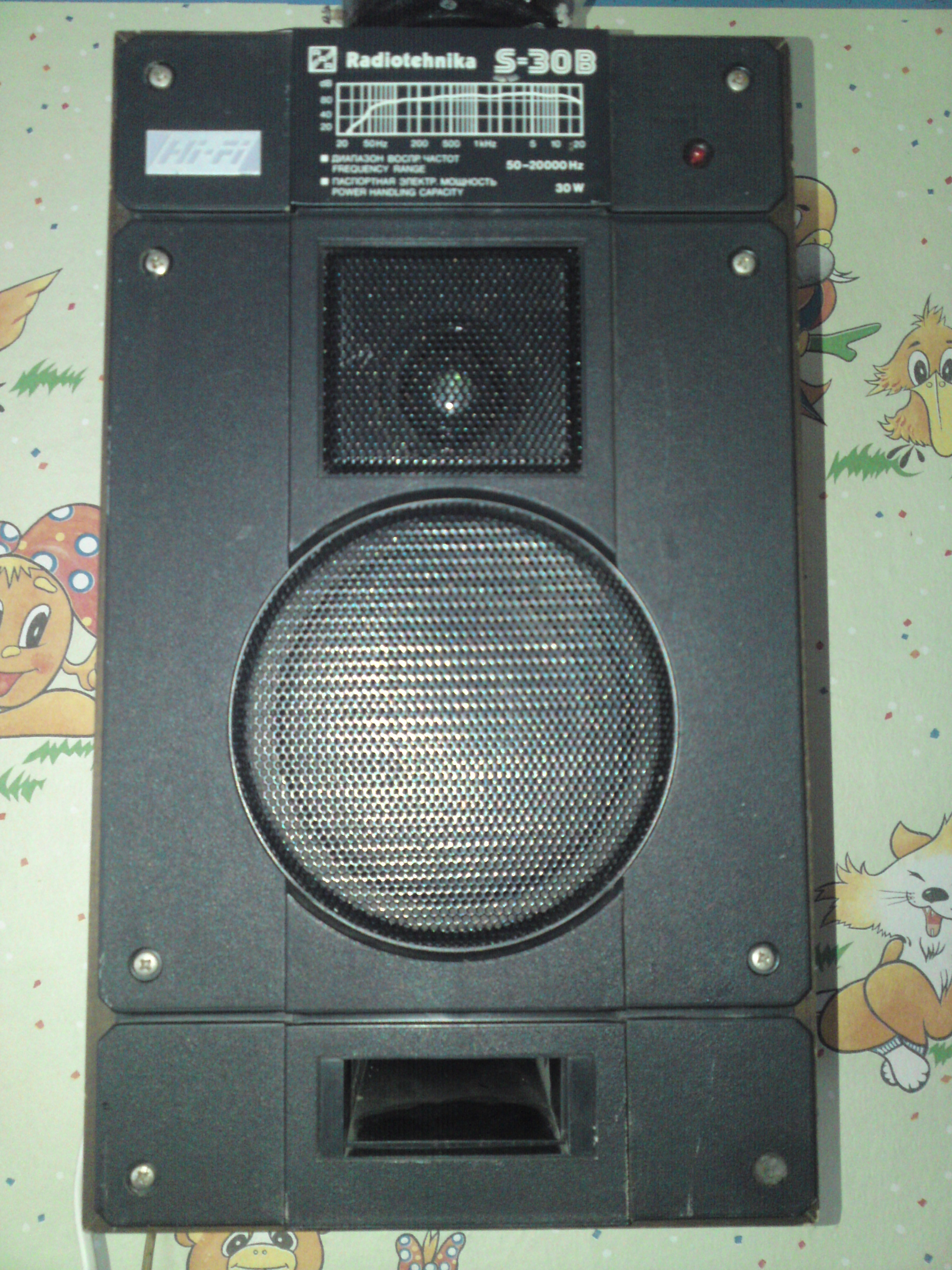
Акустическая система Radiotehnika S-30B

Всего с 1945 по 1990 год производственное объединение выпустило 41,5 млн изделий с логотипом RRR. С «Радиотехникой» не мог конкурировать ни один завод в СССР: при больших объёмах выпуска продукции она обеспечивала высокую эффективность производства и смелее прочих внедряла технологические новинки и новые изделия. Рижане первыми внедрили клавишные переключатели, печатные платы, каширование корпусов. RRR выделялась дизайном изделий и качеством сборки. Здесь также был разработан первый советский видеомагнитофон «Малахит» (конструктор Григорий Мурин, 1974).
В конструкторском бюро (КБ) «Орбита» трудилось 750 человек, том числе 7 дизайнеров — членов Союза художников СССР, в службе главного технолога — 1500 человек.
Завод имел собственный пионерский лагерь «Альбатрос» в посёлке Кестерциемс на рижском взморье, базы отдыха в Крыму и в пригородном рижском посёлке Варнукрогс.
Последним генеральным директором ПО был Владимир Карлович Мартинсон, за которого проголосовал на выборах, проведённых на волне демократизации, трудовой коллектив. 
Во время Атмоды к нему обратилась ячейка Народного фронта с упрёком, что в его команде слишком много русских. Мартинсон ответил, что людей подбирает по деловым качествам, а не по национальному признаку, заслужив за это ярлык «красного директора».
По инициативе Мартинсона для расширения экспорта были основаны несколько совместных предприятий, в том числе «Hamrig International» совместно с немцами, для торговли акустическими системами в Европе под маркой «Norsk Audio». Для этого на производственном объединении были организованы изолированные участки, на которых сборка изделий обеспечивалась специальной маркировкой комплектующих, отделяющих их от массовой продукции для внутреннего рынка. Были переработаны по европейскому стандарту правила маркировки и транспортировки. Управление измерительной техникой при полном контроле качества изделий и частотных характеристик по принципу преобразования Фурье обеспечивалось компьютерной техникой, разработанной в секторе метрологии КБ «Орбита» под руководством инженеров Ю. Комароцкого и В. Раджуса. Для приближения качества продукции к западным критериям было внедрено множество новинок метрологии. Немецкие партнёры передали конструкторам «Радиотехники» программу Autocad для проектирования и программу Calsod для электронного моделирования разделительных фильтров для АС. 
На вырученные валютные средства предприятие смогло закупить современные импортные материалы, оборудование, программное обеспечение, комплекс рабочих станций системы автоматизированного проектирования (САПР), подключенный к централизованному серверу, с которого создавались командные файлы для управления станками с ЧПУ.

## Современность
В 1991 году, после выхода Латвии из СССР, «Радиотехника» фактически лишилась и источников сырья, и рынков сбыта. В 1992 году она перешла в собственность Латвийской республики, создавшей на её базе государственное акционерное общество и назначившей своё руководство. Латвийское агентство приватизации подготовило условия приватизации предприятия, в ходе которой производственные фонды и оборудование были разбазарены. 
В этих условиях В. К. Мартинсон предложил своим подчинённым создавать на базе объединения кооперативы, которые на льготных условиях получили помещения в аренду, оснащение, взяв на себя обязательство первым делом выполнять производственное задание завода. Однако большинство из них разорились. 
На постсоветские рынки хлынула импортная продукция, конкурировать с которой рижская электроника не могла, прежде всего из-за отсутствия массового микропроцессорного управления и сервисных удобств. Например, в её ассортименте отсутствовал тюнер с цифровой настройкой и памятью станций, способный принимать западный диапазон УКВ 88-108 мегагерц, со стереодекодером системы пилот-тон. С открытием для вещания этого диапазона такой тюнер оказался весьма востребованным как в составе магнитол, так и как отдельный компонент стереокомплекса. Цифрового тюнера на советский диапазон 66-74 Мгц тоже не было. Единственной конкурентной продукцией остались рижские акустические системы ввиду их больших объёмов выпуска, доступной цены, качества, широкой известности и популярности среди любителей музыки в СССР. Её производство подхватил предприниматель Эдуард Малеев (27.03.1933 — 9.07.2019), который приобрёл на аукционе комплекс производственных зданий в Иманте с мечтой возродить «Радиотехнику», а также сохранить бренд VEF. 
Сначала акустические системы выпускала фирма «Baltline audio», а в 1996 году было зарегистрировано акционерное общество «Radiotehnika RRR», которое после покупки Э. Малеевым комплекса оборудования завода ВЭФ для производства печатных плат и логотипа завода стало называться «VEF Radiotehnika RRR». 
13 марта 1996 года оно отделилось от государственного акционерного общества «Rīgas radio rūpnīca» (Рижский радиозавод), оставшегося в ведении Латвийского агентства приватизации. 
Государственный завод был объявлен неплатёжеспособным 12 февраля 1997 года и ликвидирован 12 сентября 2001 года.
Завод микроэлектроники «Элмира» рассматривался финским концерном «Nokia» как площадка для производства мобильных телефонов, однако правительство Латвии не использовало эту возможность. Завод был закрыт, его здание передано Государственному архиву ЛР.
Акции АО «VEF Radiotehnika RRR» котировались по второму списку рижской биржи NASDAQ Riga. Его собственниками были Эдуард Малеев — 36,95 %, Юрий Малеев — 33,91 %, Инга Спруга — 12,95 %, Екатерина Малеева — 10,59 %.
В 1996 году частное «VEF Radiotehnika RRR» продало продукции на 6,24 млн латов (1 евро равен 0,7028 лата), в 1997 году увеличило оборот до 16,5 млн, предлагая акустические системы и студийное оборудование в Россию, страны СНГ и частным клиентам. Однако финансовый кризис в России 1998 года подорвал развитие рижской «Радиотехники», которая закончила этот год с убытками в 1,68 млн латов, а в последующие годы её оборот ни разу не превысил 3,26 млн латов (в 2008).

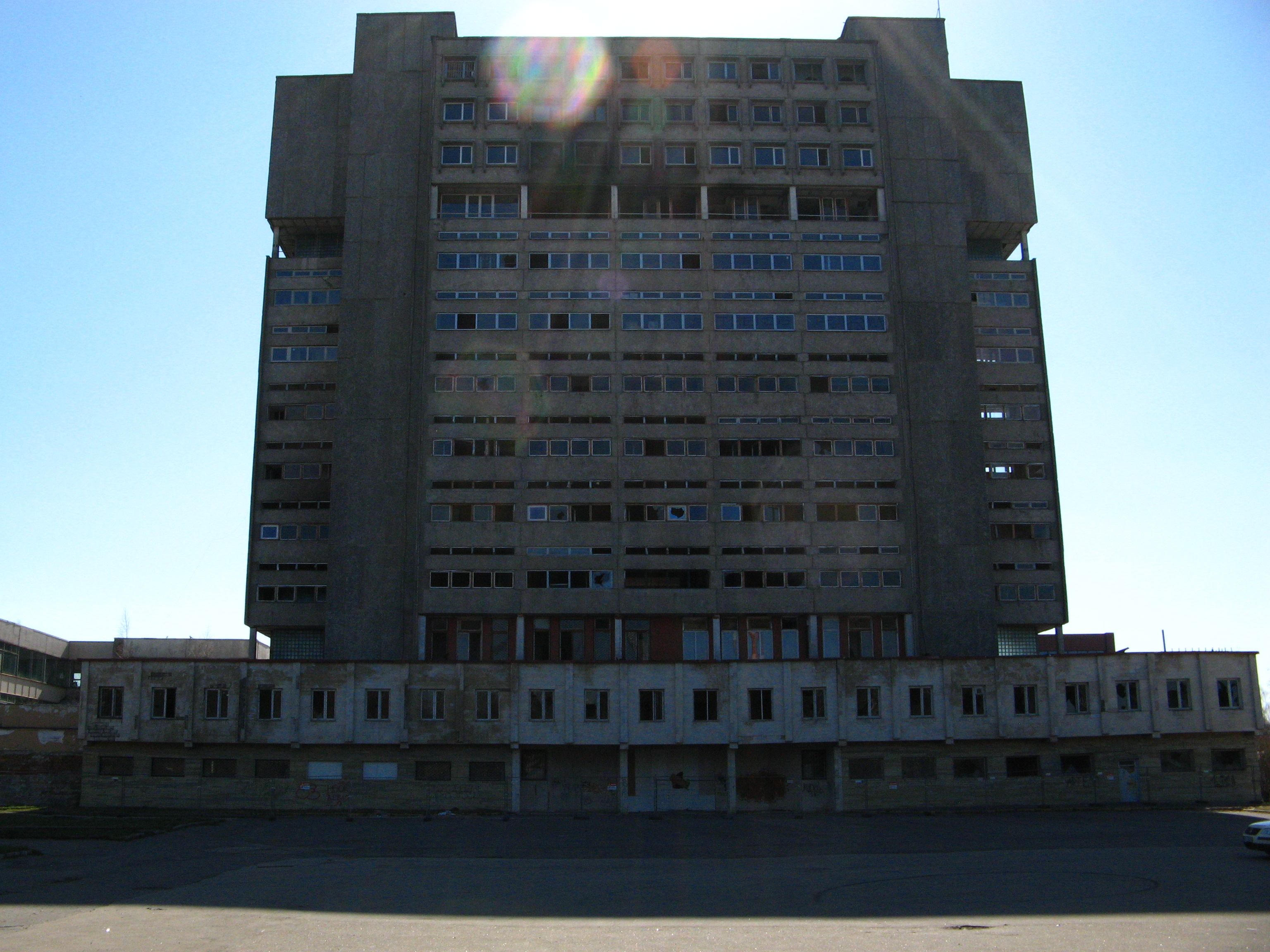
Здание заводоуправления до сноса (2016)

22 сентября 2014 года суд Курземского района Риги возбудил процесс правовой защиты АО «VEF Radiotehnika RRR» по иску о взыскании налоговых долгов, поданному Службой государственных доходов Латвии. После трёх лет попыток спасти предприятие процесс правовой защиты был прекращён, и 31 января 2017 года план процесса защиты был признан успешно выполненным Курземским районным судом Риги. 
30 апреля 2015 года АО «VEF Radiotehnika RRR» объявило о продаже заброшенного здания заводоуправления в Риге (на проспекте Курземес, 3Б), и в начале 2018 года оно было снесено (на его месте размещается магазин стройматериалов «Depo»).
2020 год VEF Radiotehnika RRR завершил с оборотом 30 509 евро и прибылью в 9753 евро. Собственником предприятия явился Юрий Малеев. По данным NASDAQ Riga, акции VEF Radiotehnika RRR были сняты с торгов 11 декабря 2020.
21 ноября 2024 года начался процесс ликвидации АО «VEF Radiotehnika RRR».

## Продукция

### Историческая
- Проигрыватели пластинок: 001-стерео[14], ЭП-101-стерео[15] и др.
- Акустические системы: S90 (35АС-212)[16], S70[17], S30[18], серии Балтика, Ригонда и др.
- Кассетные деки: МП-201-стерео[19], МП-7201-стерео, МП-7301м-стерео[20], МП-7210-стерео[21], MP-7220-Стерео[22]
- Усилители: 020[23], УП-001[24], УМ-001, У-101[25], У-7101[26] и др.

А также радиоприемники, радиолы, электрофоны и т. д.

### Современная
- акустические системы
  - корпуса для акустических систем
- встраиваемые громкоговорители
- печатные платы поверхностного монтажа

## Книга о радиозаводе
В 2013 году на латышском и в 2015 году на русском языке была выпущена книга о «Радиотехнике» «Становление и развитие Рижского радиозавода», которую подготовили ветераны предприятия — бывший директор КБ «Орбита» Инарс Клявиньш и бывший главный технолог Владимир Цудечкис. Подготовка книги продолжалась 6,5 лет, в неё вошли уникальные архивные материалы как из Государственного архива, так и из личных собраний. В книге размещено 1700 фамилий сотрудников, 600 фотографий и фотодокументов.
«Сам жанр истории промышленного предприятия достаточно уникален. Когда-то его придумал русский писатель Максим Горький, предложивший издавать „Историю фабрик и заводов“. Но в Латвии однозначно таких книг больше нет, — отметил редактор русского издания В. Цудечкис. — В „Истории Рижского радиозавода“ под одной обложкой собраны не только биографии знаменитых работников предприятия, занимательные факты их жизни, но описаны производственные процессы, открытия, разные технические данные, собрано огромное количество фотографий, предоставленных бывшими сотрудниками. Жаль, что другие флагманы латвийской промышленности, такие как „ВЭФ“, не оставили о себе такой же памяти, потому что уходят не только годы, но и люди. Важно знать время, когда Латвия была известна во всём мире».
«Это рассказ о вкладе выпускников кафедры телекоммуникаций и слабых токов механического факультета ЛУ в индустриализацию Латвии в период с 1920 по 1940 год. Взгляд на развитие высшего образования в области радиотехники и электросвязи в послевоенные годы, которое, благодаря богатым традициям и преемственности поколений, обеспечило высокий технический уровень радиоэлектронной индустрии Латвии в послевоенный период». — Дзинтарс Ласис, инженер-акустик.
«Книга Инарса Клявиньша посвящена знаменательной странице в истории Латвии. Она рассказывает о прославленной когда-то отрасли промышленности Латвии — радиотехнике, с начала её зарождения и её развитии на протяжении 80 лет». — Индрикис Муйжниекс, ректор Латвийского университета.